# Ignacio Mora y Villamil
Ignacio Mora y Villamil fue un militar mexicano. Participó en  diversos combates del centro de México durante la Intervención Estadounidense en México, en que fue general en jefe del Ejército del Norte. Fue varias veces Ministro de Guerra durante los gobiernos de Anastasio Bustamante y de Mariano Paredes Arrillaga. Inclusive, desempeñó también la dirección del Cuerpo de Ingenieros. Escribió un libro llamado Tratado de fortificación, ataque y defensa de plazas que fue convertido en obra de texto del Colegio Militar. Murió en 1870. 